# Dante Micheli
Dante Micheli (Mantova, 10 febbraio 1939 – Mantova, 10 giugno 2012) è stato un calciatore e dirigente sportivo italiano, di ruolo centrocampista.
Per la sua fisionomia era soprannominato Pampurio o Dantel. È scomparso nel 2012 all'età di 73 anni.

## Caratteristiche tecniche
Impostato in gioventù come attaccante (ala o centravanti), nel corso degli anni ha trovato la sua collocazione tattica come mediano o mezzala, senza rinunciare a spingersi in zona d'attacco. Sul finire di carriera ha ulteriormente arretrato il proprio raggio d'azione, venendo spesso impiegato in difesa come libero o con compiti di marcatura a centrocampo.

## Carriera

### Calciatore

#### Club
Figlio d'arte (il padre era stato calciatore negli anni Trenta), inizia a giocare nel Sant'Egidio, piccola società mantovana. Nel 1955, insieme a diversi compagni di squadra, viene acquistato dal Mantova, allenato da Edmondo Fabbri e partecipante al campionato di IV Serie. Pur essendo appena sedicenne, diventa subito titolare, impiegato prevalentemente come ala; contribuisce con 29 reti in tre stagioni all'ammissione alla Campionato Interregionale 1957-1958, e quindi alla promozione in Serie C nel 1958.
Nel campionato 1958-1959 Fabbri gli cambia collocazione tattica, spostandolo al ruolo di mediano: nonostante l'arretramento in campo, realizza 9 reti in campionato, ed è tra i titolari del vittorioso spareggio-promozione contro il Siena.
Notato dagli osservatori di Paolo Mazza, nel 1959 passa alla  SPAL, con cui esordisce in Serie A ventenne, il 20 settembre 1959. A Ferrara disputa una stagione da titolare, contribuendo al quinto posto finale dei ferraresi (miglior piazzamento della storia del club), e al termine del campionato Mazza lo cede alla Fiorentina. In maglia viola viene utilizzato come rincalzo a centrocampo, in alternativa a Renato Benaglia e Claudio Rimbaldo; disputa 14 partite di campionato, realizzando un unico gol sul campo del Bologna nonostante fosse stato vittima di un infortunio nei primi minuti di gioco. In quella stessa annata vince la Coppa Italia e Coppa delle Coppe, facendo parte dei cosiddetti "Leoni di Ibrox".
Dopo un anno in viola, nell'ottobre 1961 torna alla SPAL, inizialmente in prestito, e vi gioca altri tre campionati, ritrovando il posto da titolare. Nella Coppa Italia 1961-1962 realizza 3 reti, risultando il capocannoniere della competizione; va a segno anche nella finale, persa contro il Napoli per 2-1.
Nel 1964, dopo la retrocessione della SPAL, Micheli resta in Serie A passando al Foggia, appena promosso nella massima serie. Vi rimane per tre campionati da titolare, fino alla retrocessione del 1967, disputando anche alcune partite amichevoli in prestito al Milan, nell'estate 1966; nel campionato 1966-1967 realizza 7 reti, record personale, risultando il secondo miglior marcatore della squadra dietro Vincenzo Traspedini. Nel novembre 1967, nel corso del mercato di riparazione, fa ritorno al Mantova, impegnato nella lotta per non retrocedere dalla Serie A. La stagione si conclude con la caduta in Serie B dei virgiliani, e Micheli rimane a Mantova, con i galloni di capitano. Nel campionato di Serie B 1970-1971 contribuisce, da difensore, all'ultima promozione del Mantova in Serie A; nella stagione successiva viene inizialmente accantonato, nell'ambito di una politica di svecchiamento della squadra, ma già nelle prime partite viene reintegrato nella rosa dei titolari. La stagione tuttavia non è fortunata, e si conclude con la retrocessione; Micheli rimane in forza al Mantova anche nel campionato 1972-1973, prima di chiudere la propria carriera agonistica a 34 anni.
In carriera ha totalizzato complessivamente 256 presenze e 26 reti in Serie A e 119 presenze e 4 reti in Serie B. Con 260 partite nel Mantova è il terzo giocatore più presente della storia del club, dopo Mirko Bellodi e Nicola Lampugnani.

#### Nazionale
Ha giocato una partita in Nazionale giovanile, il 2 novembre 1960 a Newcastle contro l'Inghilterra (1-1).

### Dirigente
Lasciato il calcio giocato, inizia la carriera di dirigente in riva al Mincio, ricoprendo il ruolo di direttore sportivo; dopo una parentesi alla Triestina, nella stagione 1977-1978, torna a Mantova a partire dalla stagione 1978-1979, durante la quale subentra a Nardino Previdi. Vi rimane fino al 1982, operando in condizioni economiche spesso sfavorevoli, fino alle dimissioni rassegnate al termine del campionato 1981-1982. In seguito ricoprirà lo stesso incarico nel Piacenza, durante la stagione 1982-1983; anche in questo caso lascia la società a causa delle difficoltà economiche seguite alla retrocessione in Serie C2.
Negli anni successivi collabora con Genoa, Avellino, Spezia e Fiorentina; dopo aver subito un intervento al cuore nel 1985, diventa direttore generale del Cagliari, e l'anno successivo passa all'Udinese. Nel 1994 torna al Mantova, all'indomani del fallimento e della ripartenza dall'Eccellenza, occupandosi della ricostruzione della squadra e del vivaio in qualità di responsabile del settore giovanile.

## Palmarès

### Club

#### Competizioni internazionali
- Coppa delle Coppe: 1

Fiorentina: 1960-1961
- Coppa delle Alpi: 1

Fiorentina: 1960-1961

#### Competizioni nazionali
- Coppa Italia: 1

Fiorentina: 1960-1961
- Campionato italiano di Serie B: 1

Mantova: 1970-1971
- Campionato italiano Serie C: 1

Mantova: 1958-1959
- Campionato Interregionale: 1

Mantova: 1957-1958

### Individuale
- Capocannoniere della Coppa Italia: 1

Coppa Italia 1961-1962 (3 gol)